# Рыбаков, Александр Иванович
Алекса́ндр Ива́нович Рыбако́в (1904—1960) — советский государственный деятель. Депутат Верховного Совета РСФСР 4 созыва.

## Биография
- 1919—1921 — курьер управления Рязано-Уральской железной дороги, Москва.
- 1921—1923 — ученик мясника фирмы Тарасова.
- 1923—1924 — мясник кооператива рабфаков и вузов, Москва.
- 1924—1925 — освобождённый работник профсоюзного комитета Краснопресненского района Москвы.
- 1925—1928 — представитель Московского комитета ВЛКСМ в губернском отделе совторгслужащих.
- 1928—1930 — заведующий отделом рационализации административно-хозяйственного отдела учётно-распределительного управления Пушногосторга наркомата внешней торговли СССР.
- 1930—1931 — курсант курсов меховщиков.
- 1931—1932 — заместитель управляющего Союзмехтрестом.
- 1932—1933 — студент Московского технологического института лёгкой промышленности.
- 1933—1936 — заместитель управляющего «Союзмехпром» наркомата внешней торговли СССР.
- 1936—1941 — начальник Главмехпрома наркомата лёгкой промышленности СССР.
- 1941—1951 — заместитель наркома (министра) лёгкой промышленности СССР, одновременно с 1949 года начальник Главного управления швейной промышленности министерства.
- 1951—1953 — первый заместитель, председатель Госкомитета Совмина СССР по снабжению продовольственными и промышленными товарами.
- 1953 — министр лёгкой и пищевой промышленности РСФСР.
- 1953—1955 — министр промышленности товаров широкого потребления РСФСР.
- 1955—1957 — министр лёгкой промышленности РСФСР.
- С марта 1957 года персональный пенсионер союзного значения

## Награды
- орден Отечественной войны II степени
- три ордена Трудового Красного Знамени (в том числе 18.08.1954)